# José Vasconcelos

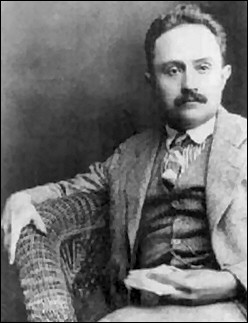
José Vasconcelos

José Vasconcelos Calderón (* 27. Februar 1882 in Oaxaca; † 30. Juni 1959 in Mexiko-Stadt) war ein mexikanischer Politiker, Schriftsteller und Philosoph. Zusammen mit Alfonso Reyes und Antonio Caso gilt er als einer der bedeutendsten Intellektuellen des modernen Mexiko. In seinen Schriften entwickelte er die Idee eines lateinamerikanischen Nationalismus und einer eigenständigen mexikanischen Nationalidentität auf Grundlage der Mestizaje, der Mischung aus europäischen und indigenen Elementen. Vor allem durch seine Theorie der Kosmischen  Rasse (Raza Cósmica) erlangte er weltweite Berühmtheit. Er ist einer der Anstoßgeber des Muralismo.

## Leben
José Vasconcelos wurde am 27. Februar 1882 in Oaxaca als Sohn einer wohlhabenden Familie geboren. Er ging in den USA und im Norden Mexikos zur Schule und studierte in Mexiko-Stadt Jura.
Im Jahr 1907 nahm er seine Tätigkeit als Anwalt auf. Vor dem Hintergrund der zunehmenden politischen Unruhen in Mexiko unterstützte er den revolutionären Kandidaten Francisco Madero und dessen Kampagne gegen die Wiederwahl des Diktators Porfirio Díaz und fand sich nach Ausbruch der Mexikanischen Revolution 1910 auf Seiten der Revolutionäre. Nach dem zeitweiligen Sieg des Generals Victoriano Huerta im Jahr 1913 floh er ins Exil in die USA. Im Jahr 1919 kehrte er nach Mexiko zurück und übernahm kurzzeitig die Leitung der Universität des von der Rebellenarmee Pancho Villas kontrollierten Bundesstaates Sonora. Nach der Niederschlagung der Armee Pancho Villas durch Álvaro Obregón im Jahr 1919 schloss er sich diesem an. In der neuen Regierung unter dem Präsidenten Adolfo de la Huerta wurde er zunächst Rektor der Universidad Nacional de México und im Jahr 1920 Bildungsminister.
Mit großzügigen Finanzmitteln der Regierung de la Huertas startete Vasconcelos eine in der mexikanischen Geschichte beispiellose Bildungs- und Kulturoffensive. Er reformierte das Schulsystem, ließ vor allem auf dem Land Schulen und Bibliotheken errichten und initiierte Programme zur Alphabetisierung der Bevölkerung, die 1920 zu 72 Prozent aus Analphabeten bestand. Unter Vasconcelos erfolgte eine intellektuelle Neugründung und politische Unabhängigkeit der Nationaluniversität; auf ihn gehen das Universitätswappen mit der Karte Lateinamerikas und das Universitäts-Motto „Por mi raza hablará el espíritu“ (Der Geist wird für meine Rasse sprechen) zurück. Vasconcelos gründete außerdem die Nationalbibliothek. Daneben förderte er die Schönen Künste und gab monumentale Wandgemälde mit nationalen Themen in Auftrag. Durch diese Förderung konnte sich die Schule der mexikanischen Muralisten um Diego Rivera, David Alfaro Siqueiros, José Clemente Orozco und Carlos Mérida formieren.
Nach der Ermordung Obregóns im Jahr 1928 trat Vasconcelos als Präsidentschaftskandidat an. In den Wahlen des Jahres 1930 galt er als aussichtsreichster Kandidat, verlor jedoch nach massivem Wahlbetrug. Nach der Wahlniederlage floh er ins Exil in die USA und begann an der Arbeit seiner Autobiografie. Dieses mehrbändige Werk gilt als die beste Darstellung der Revolution und als stilistisches Meisterwerk der spanischen Sprache.
Nach seiner Rückkehr nach Mexiko im Jahr 1940 übernahm José Vasconcelos verschiedene Ämter an der Nationaluniversität. Ähnlich wie andere mexikanische Intellektuelle seiner Zeit hegte er Sympathien für den deutschen Faschismus und Kolonialismus.
José Vasconcelos starb im Jahr 1959 in Mexiko-Stadt.

## Werk

### La Raza Cósmica
Zu den wichtigsten Schriften Vasconcelos gehört La raza cósmica (1925). Hier postuliert er das Entstehen einer einzigen Weltrasse durch Vermischung der bestehenden Rassen. Er unterscheidet dabei vier ursprüngliche menschliche Rassen: Menschen mit weißer, schwarzer, gelber und roter Haut. Diese Rassen vermischen sich nach und nach und formen eine einzige Ethnie: die kosmische Rasse.
Die Gemeinsamkeiten der kosmischen Rasse erstrecken sich dabei nicht nur auf biologische, sondern vor allem auch auf kulturelle Merkmale. Vasconcelos sieht lateinamerikanische Mestizen und insbesondere Mexikaner als Vertreter dieser Weltrasse. Er geht davon aus, dass die neue Ethnie der Mestizen vor allem durch die christliche Ausrichtung zusammengehalten wird.

### Veröffentlichungen

#### Philosophische und historische Werke
- La intelectualidad mexicana (1916)
- El monismo estético (1919)
- La raza cósmica (1925)
- Indología (1926)
- Pesimismo alegre (1931)
- Estética (1936)
- Ética (1939)
- Historia del pensamiento filosófico (1937)
- Lógica orgánica (1945)

#### Autobiografie
- Ulises Criollo (1935)
- La tormenta (1936)
- El desastre (1938)
- El proconsulado (1939)
- El ocaso de mi vida (1957)

## Ehrungen
Die 2006 eröffnete Biblioteca Vasconcelos in Mexiko-Stadt trägt seinen Namen.